# Rhyacia obscurior
Rhyacia obscurior är en fjärilsart som beskrevs av Druet 1924. Rhyacia obscurior ingår i släktet Rhyacia och familjen nattflyn. Inga underarter finns listade.